# Wioślarstwo na Letnich Igrzyskach Olimpijskich 1988
Wioślarstwo na Letnich Igrzyskach Olimpijskich 1988 w Seulu rozgrywane było w dniach 19–25 września. Zawody odbyły się na torze Misari Regatta. W zawodach wioślarskich wzięło udział 593 zawodników z 38 krajów (399 mężczyzn oraz 194 kobiet). Rozegrano 14 konkurencji – 8 męskich i 6 żeńskich.

## Konkurencje

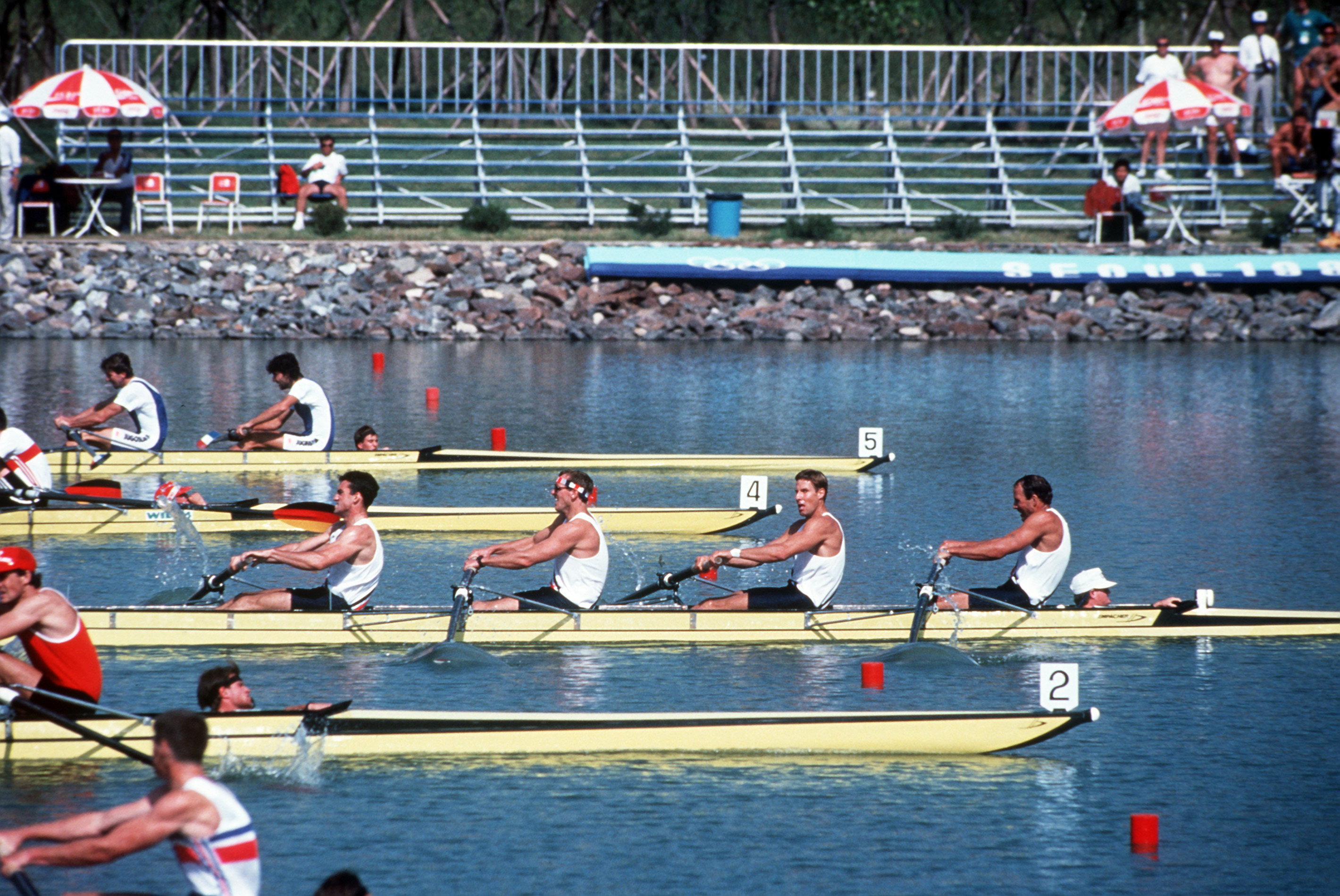
Reprezentacja USA – złoty medal w konkurencji M4-

| Konkurencja           | Kobiety | Mężczyźni |
| --------------------- | ------- | --------- |
| jedynka               | W1x     | M1x       |
| dwójka podwójna       | W2x     | M2x       |
| dwójka bez sternika   | W2-     | M2-       |
| dwójka ze sternikiem  |         | M2+       |
| czwórka podwójna      | W4x     | M4x       |
| czwórka ze sternikiem | W4+     | M4+       |
| czwórka bez sternika  |         | M4-       |
| ósemka                | W8+     | M8+       |

## Polacy
| Konkurencja | jedynka            | dwójka ze sternikiem                              | czwórka podwójna                                                      | czwórka ze sternikiem                                                                  |
| ----------- | ------------------ | ------------------------------------------------- | --------------------------------------------------------------------- | -------------------------------------------------------------------------------------- |
| Kobiety     |                    |                                                   |                                                                       | Elżbieta Jankowska Zyta Jarka Elwira Lorenz, Czesława Szczepińska Grażyna Błąd-Kotwica |
| Mężczyźni   | Kajetan Broniewski | Wojciech Jankowski Jacek Streich Ireneusz Omięcki | Sławomir Cieślakowski Andrzej Krzepiński Mirosław Mruk Tomasz Świątek |                                                                                        |

## Medaliści

### Konkurencje mężczyzn
| Konkurencja                           | Złoto | Srebro | Brąz |
| M1x (jedynka) szczegóły               | NRD · Thomas Lange | RFN · Peter-Michael Kolbe | Nowa Zelandia · Eric Verdonk |
| M2+ (dwójka ze sternikiem) szczegóły  | Włochy · Carmine Abbagnale · Giuseppe Abbagnale · Giuseppe Di Capua | NRD · Mario Streit · Detlef Kirchhoff · René Rensch | Wielka Brytania · Andy Holmes · Steve Redgrave · Pat Sweeney |
| M2- (dwójka bez sternika) szczegóły   | Wielka Brytania · Andy Holmes · Steve Redgrave | Rumunia · Dragoș Neagu · Dănuț Dobre | Jugosławia · Bojan Prešern · Sadik Mujkič |
| M2x (dwójka podwójna) szczegóły       | Holandia · Ronald Florijn · Nico Rienks | Szwajcaria · Beat Schwerzmann · Ueli Bodenmann | ZSRR · Ołeksandr Marczenko · Wasilij Jakusza |
| M4+ (czwórka ze sternikiem) szczegóły | NRD · Frank Klawonn · Bernd Eichwurzel · Bernd Niesecke · Karsten Schmeling · Hendrik Reiher                                                                                  | Rumunia · Dimitrie Popescu · Ioan Șnep · Valentin Robu · Vasile Tomoiagă · Ladislau Lovrenschi                                                                                      | Nowa Zelandia · George Keys · Ian Wright · Gregory Johnston · Chris White · Andrew Bird                                                                             |
| M4- (czwórka bez sternika) szczegóły  | NRD · Roland Schröder · Thomas Greiner · Ralf Brudel · Olaf Förster | Stany Zjednoczone · Raoul Rodriguez · Thomas Bohrer · David Krmpotich · Richard Kennely                                                                                             | RFN · Norbert Kesslau · Volker Grabow · Jörg Puttlitz · Guido Grabow                                                                                                |
| M4x (czwórka podwójna) szczegóły      | Włochy · Piero Poli · Gianluca Farina · Davide Tizzano · Agostino Abbagnale                                                                                                   | Norwegia · Lars Bjoenness · Vetle Vinje · Rolf Thorsen · Alf Hansen | NRD · Steffen Bogs · Steffen Zühlke · Heiko Habermann · Jens Köppen                                                                                                 |
| M8+ (ósemka) szczegóły                | RFN · Thomas Möllenkamp · Matthias Mellinghaus · Eckhardt Schultz · Ansgar Wessling · Armin Eichholz · Thomas Domian · Wolfgang Maennig · Bahne Rabe · sternik: Manfred Klein | ZSRR · Wieniamin But · Mykoła Komarow · Wasilij Tichanow · Aleksandr Dumczew · Pawło Hurkowski · Wiktor Diduk · Wiktor Omelanowycz · Andriej Wasiljew · sternik: Aleksandr Łukjanow | Stany Zjednoczone · Mike Teti · Jonathan Smith · Ted Patton · Jack Rusher · Peter Nordell · Jeffrey McLaughlin · Doug Burden · John Pescatore · sternik: Seth Bauer |

### Konkurencje kobiet
| Konkurencja                           | Złoto | Srebro | Brąz |
| W1x (jedynka) szczegóły               | NRD · Jutta Behrendt-Hampe | Stany Zjednoczone · Anne Marden | Bułgaria · Magdalena Georgiewa |
| W2- (dwójka bez sternika) szczegóły   | Rumunia · Rodica Puscatu-Arba · Olga Homeghi-Bularda | Bułgaria · Radka Stojanowa · Łałka Berberowa | Nowa Zelandia · Nikki Payne-Mills · Lynley Hannen-Coventry                                                                              |
| W2x (dwójka podwójna) szczegóły       | NRD · Birgit Peter · Martina Schroeter | Rumunia · Elisabeta Lipa-Oleniuc · Veronica Cochela-Cogeanu | Bułgaria · Wioleta Ninowa · Stefka Madina                                                                                               |
| W4+ (czwórka ze sternikiem) szczegóły | NRD · Martina Walther · Gerlinde Doberschütz · Birte Siech · Carola Hornig-Mieseler · Sylvia Mueller-Rose                                                                     | Chiny · Zhang Xianghua · Hu Yadong · Yang Xiao · Zhou Shouying · Li Ronghua | Rumunia · Mariora Trasca · Doina Snep-Balan · Veronica Necula · Herta Anitas · Ecaterina Oancia                                         |
| W4x (czwórka podwójna) szczegóły      | NRD · Kerstin Förster · Kristina Mundt-Richter · Beate Schramm · Jana Rau-Sorgers                                                                                             | ZSRR · Irina Kałymbet · Switłana Mazij · Inna Frołowa · Antonina Machina | Rumunia · Anisoara Balan-Dobre · Anisoara Sorohan-Minea · Veronica Cochela-Cogeanu · Elisabeta Lipa-Oleniuc                             |
| W8+ (ósemka) szczegóły                | NRD · Annegret Strauch · Judith Zeidler · Kathrin Haacker · Ute Noetzel-Wild · Anja Kluge · Beatrix Schroer · Ramona Balthasar · Ute Schell-Stange · sternik: Daniela Neunast | Rumunia · Doina Snep-Balan · Mariora Trasca · Veronica Necula · Herta Anitas · Adriana Chelariu-Bazon · Mihaela Armasescu · Rodica Puscatu-Arba · Olga Homeghi-Bularda · sternik: Ecaterina Oancia | Chiny · Zhou Xiuhua · Zhang Yali · He Yanwen · Han Yaqin · Zhang Xianghua · Zhou Shouying · Yang Xiao · Hu Yadong · sternik: Li Ronghua |

## Klasyfikacja medalowa
| Lp. | Państwo           |   |   |   | Razem |
| --- | ----------------- | - | - | - | ----- |
| 1.  | NRD               | 8 | 1 | 1 | 10    |
| 2.  | Włochy            | 2 | 0 | 0 | 2     |
| 3.  | Rumunia           | 1 | 4 | 2 | 7     |
| 4.  | RFN               | 1 | 1 | 1 | 3     |
| 5.  | Wielka Brytania   | 1 | 0 | 1 | 2     |
| 6.  | Holandia          | 1 | 0 | 0 | 1     |
| 7.  | Stany Zjednoczone | 0 | 2 | 1 | 3     |
| 8.  | ZSRR              | 0 | 2 | 1 | 3     |
| 9.  | Bułgaria          | 0 | 1 | 2 | 3     |
| 10. | Chiny             | 0 | 1 | 1 | 2     |
| 11. | Szwajcaria        | 0 | 1 | 0 | 1     |
| 11. | Norwegia          | 0 | 1 | 0 | 1     |
| 13. | Nowa Zelandia     | 0 | 0 | 3 | 3     |
| 14. | Jugosławia        | 0 | 0 | 1 | 1     |